# Стефан I Български
Вижте пояснителната страница за други личности с името Стефан I.
Стефан I е висш български православен духовник, софийски митрополит от 1922 до 1948 година и екзарх на Българската православна църква от 1945 до 1948 година. Автор е на множество статии, поучения, слова, речи, книги и други.

## Биография

### Ранни години
Роден е на 7 (нов стил 19) септември 1878 година със светското име Стоян Попгеоргиев Шоков в село Широка лъка, кааза Ахъ Челеби. Получава начално и основно образование в родното си място (1886 – 1892), а III клас продължава в село Орехово (1892 – 1893). Завършва Школата за запасни офицери в село Княжево, след това – духовната семинария (1893 – 1896) в Самоков като отличник и първенец на випуска. В периода 1896 – 1900 година работи като учител в близкото до Широка Лъка село Солища. Член е на организирания от Вълчо Сарафов революционен комитет в Широка лъка.
Учи в Киевската духовна академия (1900 – 1904), която завършва със степен „кандидат на богословието“. От 1904 до 1907 г. работи като учител в Пловдивската мъжка гимназия, а от 1907 до 1910 г. преподава в Цариградската духовна семинария. На 16 (нов стил 29) октомври 1910 г. е подстриган в монашески чин с името Стефан, а три дни по-късно, на 19 (нов стил 22) октомври 1910 г. става протосингел на Българската Екзархия в Цариград. На 8 (нов стил 21) септември 1911 г. йеромонах Стефан е възведен в архимандритско звание. Подпомага Покръстването на помаците в новоприсъединените към България земи след Балканските войни.
Сътрудничи на Карнегиевата комисия и комисията по сключване на мира с Турция през 1913 г. През късната есен на 1913 г. архимандрит Стефан, заедно с екзарх Йосиф I се завръща в България и се установява в София, където вече е седалището на Екзархията.
От 1915 до 1919 г. специализира богословие в Женева и защитава докторат във Фрибурския университет, Швейцария. По време на престоя си в Швейцария архимандрит Стефан е член на „Българския съюз“, който има за цел да отстоява българските национални интереси в чужбина и е един от най-дейните представители на българската емиграция в страната. Владее няколко чужди езика.

### Митрополит Софийски
През 1921 г. е ръкоположен за Маркианополски епископ, а през 1922 г. е избран за Софийски митрополит. В качеството си на Софийски митрополит той отслужва заупокойната молитва в църквата Света Неделя на 16 април 1925 г., когато там е извършен атентат.
На този пост служи 26 години. Между двете световни войни участва активно в икуменическото движение и представлява Българската православна църква на множество международни конференции. Работи за снемане на схизмата, наложена през 1872 г. на Българската екзархия. Благодарение на активната му дейност и личен авторитет, той успява да издейства Нансеновото съдействие. Става кръстник на широколъшкото читалище „Просвета“, открито през 1934 г., което днес отново носи неговото име.
В средата на 1930-те години митрополит Стефан е активен поддръжник на сближаването с Югославия и в писмо до наскоро отстранения министър-председател Кимон Георгиев от януари 1935 година пише, че тази позиция поставя в опасност живота му. През 1943 г. активно участва в движението за спасяването на българските евреи. От 1944 до 1945 г. е наместник-председател на Светия Синод.
Според политолога Антон Тодоров (позовавайки се на четвърти том (стр. 507 – 509) от книгата „История российской внешней разведки“, с редактор съветския и руски учен, дипломат и политик Евгений Примаков) митрополит Стефан е вербуван през 1942 – 43 година от резидента на НКВД и съветник в посолството на СССР в България – Дмитрий Федичкин (агент Яковлев), и започва да предава ценна информация, която има като приближен на царския двор. Това твърдение обаче не се приема еднозначно.

### Екзарх Български
На 21 януари 1945 г. е избран за български екзарх, а на 22 февруари същата година е вдигната схизмата на Българската православна църква. Като екзарх се противопоставя на участието на свещениците в политическия живот в страната. Поради откритото си несъгласие с политиката на комунистическата власт в Народна република България към Българската православна църква и нейното отношение към религията, на 6 септември 1948 г. е принуден да подаде оставка като български екзарх.
На 24 ноември 1948 г. е интерниран в село Баня, Карловско. През следващите години той постоянно боледува. Светият синод му оказва известна помощ, но отказва да му разреши да се върне в София, заявявайки през юни 1952 година, че той „продължава незаконно да се счита Софийски митрополит и екзарх Български“, с което би предизвикал в епархията „редица смущения“.
Екзарх Стефан умира в Баня през 1957 г. Погребан е в главната църква „Успение Богородично“ на Бачковския манастир.
Негови наследници са Любен Николаев (скулптор), синът му Волен Николаев (1954 – 2011, поет и писател) и последен наследник Белла Волен (дъщерята на Волен Николаев) – художничка, живееща във Виена, Австрия, родена през 1982 г.

## Памет
Екзарх Стефан е автор на множество слова и богословски трудове, между които „На път за Дамаск“ (1932), „Българската Църква“ (1932), „Същината на пастирското служение“ (1935), „Религия и наука“ (1937).
Интересът към живота и делото на екзарх Стефан I започва да се възражда през 1990-те години. Появяват се първите публикации за неговата личност в масовия печат, а по-късно и в сериозни научни изследвания. През 1998 г. е отбелязана 120-ата годишнина от рождението му. Името на екзарх Стефан I нашумява във връзка с честванията по повод спасяването на българските евреи по време на Втората световна война. На своя сесия, проведена на 19 ноември 2001 г., израелският мемориален институт „Яд Вашем“ го удостоява с почетна грамота, медал и званието „Праведник на света“ за неговия принос за спасяването на българските евреи през 1943 г. „Името му ще бъде вписано завинаги върху Почетната стена в Алеята на праведните“ в Йерусалим – се казва в грамотата, издадена на 12 март 2002 г.
През 2003 г. в родното му място Широка лъка е открит негов бюст-паметник. На тържествата по този повод присъстват бившият израелски посланик в България Емануел Зисман, както и тогавашният посланик Аврам Шарон, заедно с 43-ма техни сънародници от Израел. Аврам Шарон оценява заслугите на екзарх Стефан с думите: „За българските евреи и за народа на Израел екзарх Стефан е символ на спасението, еманация на българската толерантност. Народът на Израел и евреите по цял свят никога няма да забравят това и ще са винаги дълбоко признателни на своите спасители.“ Животът и заслугите на екзарх Стефан I дават повод на Емануел Зисман в прочувственото си слово да заяви: „Ако хуманизмът беше критерий, България трябваше да приема Европа, а не обратното.“
На екзарх Стефан е наречена улица в в София (Карта).